# Deinbollia neglecta
Deinbollia neglecta är en kinesträdsväxtart som beskrevs av Ludwig Radlkofer. Deinbollia neglecta ingår i släktet Deinbollia och familjen kinesträdsväxter. Inga underarter finns listade i Catalogue of Life.